# ابررسانا بر پایۀ آهن

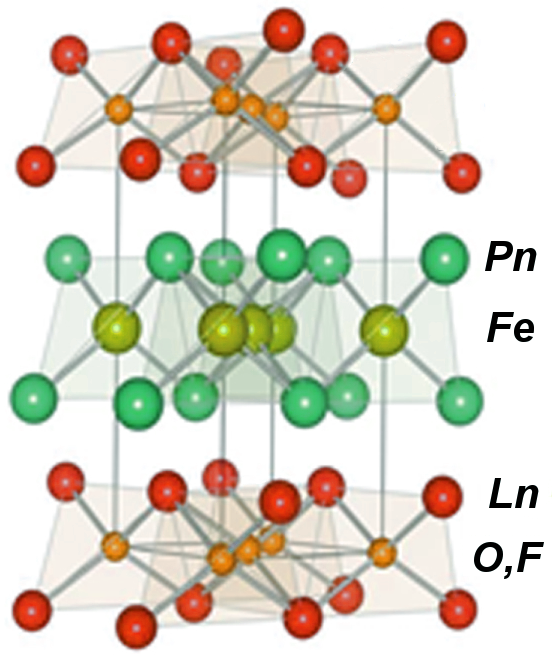
ساختار کریستالی LnFeAsOF، یک ترکیب فرونکتید نوع ۱۱۱۱. Ln = لانتانید (La, Ce, Yb, Nd, Gd, Sm، و غیره)، Pn = پنکتید (As, P، N, Bi، و غیره)

ابررساناهای مبتنی بر آهن (اختصاری FeSC) ترکیبات شیمیایی حاوی آهن هستند که خواص ابررسانایی آنها در سال ۲۰۰۶ کشف شد. در سال ۲۰۰۸، به رهبری ترکیبات پنکتید آهن که اخیراً کشف شده بود (که در اصل به عنوان اکسی پنیکتید شناخته می‌شد)، در اولین مراحل آزمایش و اجرا بودند. (پیش از این، اکثر ابررساناهای با دمای بالا کپرات‌ها بودند و بر پایه لایه‌هایی از مس و اکسیژن قرار داشتند که بین مواد دیگر (La, Ba, Hg) قرار گرفته بودند).
این نوع جدید از ابررساناها در عوض بر پایه لایه‌های رسانای آهن و یک پنکتید (عناصر شیمیایی در گروه ۱۵ جدول تناوبی، در اینجا معمولاً آرسنیک (As) و فسفر (P)) استوار است و به نظر می‌رسد که به‌عنوان نسل بعدی ابررساناهای دما بالا نویدبخش است.
بسیاری از علاقه‌ها به این دلیل است که ترکیبات جدید بسیار متفاوت از کپرات‌ها هستند و ممکن است به نظریه‌ای در مورد ابررسانایی نظریه غیر BCS کمک کنند.
اخیراً به آنها فرونکتیدها گفته می‌شود. اولین موارد یافت شده متعلق به گروه اکسیپنکتیدها هستند. برخی از ترکیبات از سال ۱۹۹۵ شناخته شده‌اند، و خواص نیمه هادی آنها از سال ۲۰۰۶ شناخته شده و به ثبت رسیده است. همچنین مشخص شده است که برخی از کلکوژن‌های آهن ابررسانا هستند. β -FeSe بدون دوشاخه ساده‌ترین ابررسانای مبتنی بر آهن است اما با خواص متنوع. دارای دمای بحرانی (Tc ) 8 کلوین در فشار معمولی و ۷/۳۶ کلوین در فشار بالا و با استفاده از درون مایه است. ترکیبی از هر دوی اینترکالاسیون و فشار بالاتر منجر به ظهور مجدد ابررسانایی در Tc تا 48 K می‌شود (به و مراجع در آن مراجعه کنید). زیرمجموعه ای از ابررساناهای مبتنی بر آهن با خواصی شبیه به اکسی پنیکتیدها، معروف به آرسنیدهای آهن ۱۲۲، در سال ۲۰۰۸ به دلیل سهولت نسبی سنتز مورد توجه قرار گرفتند.
| Oxypnictide          | Tc (K)             |
| -------------------- | ------------------ |
| LaO0.89F0.11FeAs     | 26                 |
| LaO0.9F0.2FeAs       | 28.5               |
| CeFeAsO0.84F0.16     | 41                 |
| SmFeAsO0.9F0.1       | 43                 |
| La0.5Y0.5FeAsO0.6    | 43.1               |
| NdFeAsO0.89F0.11     | 52                 |
| PrFeAsO0.89F0.11     | 52                 |
| ErFeAsO1−y           | 45                 |
| Al-32522 (CaAlOFeAs) | 30(As), 16.6 (P)   |
| Al-42622 (CaAlOFeAs) | 28.3(As), 17.2 (P) |
| GdFeAsO0.85          | 53.5               |
| BaFe1.8Co0.2As2      | 25.3               |
| SmFeAsO~0.85         | 55                 |

| Non-oxypnictide  | Tc (K) |
| ---------------- | ------ |
| Ba0.6K0.4Fe2As2  | 38     |
| Ca0.6Na0.4Fe2As2 | 26     |
| CaFe0.9Co0.1AsF  | 22     |
| Sr0.5Sm0.5FeAsF  | 56     |
| LiFeAs           | 18     |
| NaFeAs           | 9–25   |
| FeSe             | <27    |
| LaFeSiH          | 11     |

اکسیپنکتیدهایی مانند LaOFeAs اغلب به عنوان پنکتیدهای '۱۱۱۱' نامیده می‌شوند.
ابررساناهای پنکتید آهن در ساختار لایه ای [FeAs] متبلور می‌شوند که به‌طور متناوب با اسپیسر یا بلوک مخزن شارژ می‌شوند. بنابراین ترکیبات را می‌توان به سیستم "1111" RFeAsO (R: عنصر خاکی کمیاب) از جمله LaFeAsO, SmFeAsO, PrFeAsO, و غیره طبقه‌بندی کرد. دوپینگ یا فشار اعمال شده ترکیبات را به ابررسانا تبدیل می‌کند.
ترکیباتی مانند Sr 2 ScFePO 3 که در سال ۲۰۰۹ کشف شد، به عنوان خانواده '۴۲۶۲۲'، به عنوان FePSr 2 ScO 3 نامیده می‌شود. قابل توجه است که سنتز (Ca 4 Al 2 O 6-y) (Fe 2 Pn 2) (یا Al-42622 (Pn); Pn = As و P) با استفاده از تکنیک سنتز فشار بالا است. Al-42622 (Pn) ابررسانایی را برای هر دو Pn = As و P با دماهای انتقال 28.3 K و 17.1 K نشان می‌دهد. پارامترهای a-شبکه Al-42622 (Pn) (a = ۳٫۷۱۳ Å و ۳٫۶۹۲ Å برای Pn = As و P، به ترتیب) کوچک‌ترین در بین ابررساناهای آهن پنیکتید هستند. به همین ترتیب، Al-42622 (As) دارای کوچک‌ترین زاویه پیوند As-Fe-As (102.1 درجه) و بزرگ‌ترین فاصله As از صفحات Fe (1.5 Å) است. تکنیک فشار بالا همچنین (Ca3Al2O5 -y)(Fe2Pn2 ) (Pn = As و P)، اولین ابررساناهای مبتنی بر آهن گزارش شده با ساختار «۳۲۵۲۲» مبتنی بر پروسکایت است. دمای انتقال (Tc) برای Pn = As 30.2 K و برای Pn = P 16.6 K است. ظهور ابررسانایی به ثابت شبکه چهارضلعی محور a کوچک این مواد نسبت داده می‌شود. از این نتایج، یک رابطه تجربی بین ثابت شبکه محور a و Tc در ابررساناهای مبتنی بر آهن ایجاد شد.
در سال ۲۰۰۹، نشان داده شد که پنی‌کتیدهای آهنی بدون دوخت دارای یک نقطه بحرانی کوانتومی مغناطیسی هستند که از رقابت بین محلی‌سازی الکترونیکی و مسیر حرکت ناشی می‌شود.

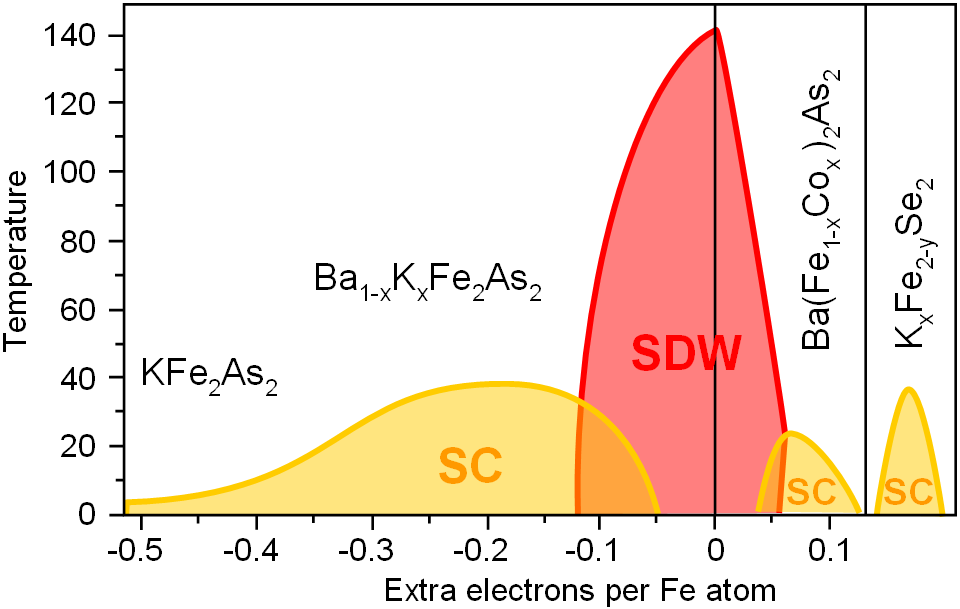
نمودار فازی از خانواده ۱۲۲ فروپنکتیدها که با خانواده 122 (Se) به عنوان یک نمودار فاز تعمیم یافته برای ابررساناهای مبتنی بر آهن تکمیل شده است.

## نمودارهای فاز
مانند کوپرات‌های ابررسانا، خواص ابررساناهای مبتنی بر آهن با دوپینگ به‌طور چشمگیری تغییر می‌کند. ترکیبات اصلی FeSC معمولاً فلزات هستند (برخلاف کپرات‌ها) اما، مشابه کپرات‌ها، به صورت ضد فرومغناطیسی سفارش داده می‌شوند که اغلب به عنوان موج چرخشی (SDW) نامیده می‌شود. ابررسانایی (SC) بر اثر دوپینگ حفره یا الکترون پدیدار می‌شود. به‌طور کلی، نمودار فاز مشابه کوپرات‌ها است.

## ابررسانایی در دمای بالا

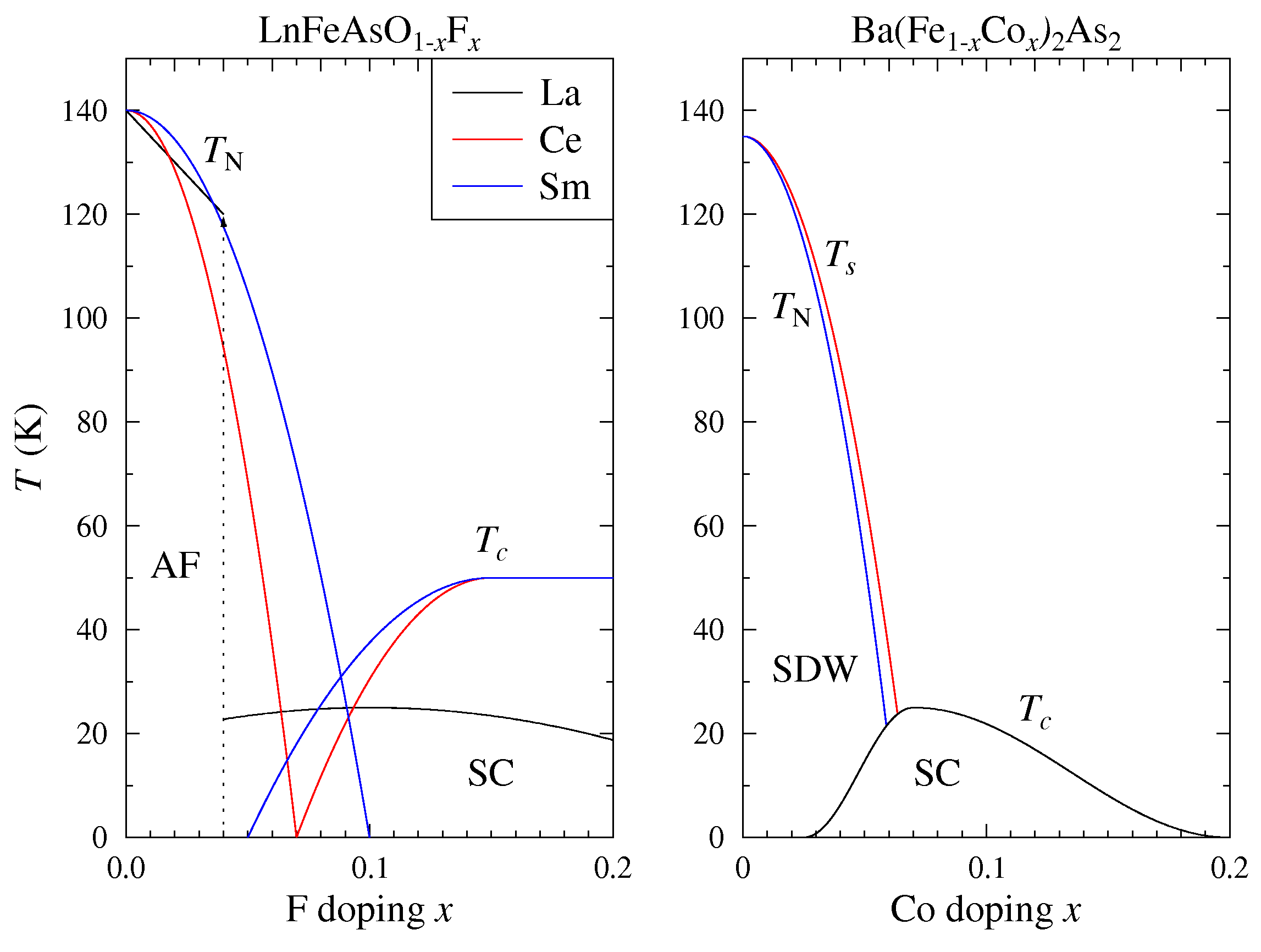
نمودارهای فاز وابسته به دوپینگ ساده شده ابررساناهای مبتنی بر آهن برای مواد Ln-1111 و Ba-122. فازهای نشان داده شده عبارتند از فاز موج ضد فرومغناطیسی/چگالی اسپین (AF/SDW) نزدیک به دوپینگ صفر و فاز ابررسانا حول دوپینگ بهینه. نمودار فاز Ln-1111 برای La و Sm با استفاده از طیف‌سنجی اسپین میون و نمودار فاز برای Ce با استفاده از پراش نوترون تعیین شد. نمودار فاز Ba-122 بر اساس.

دماهای انتقال ابررسانا در جداول (برخی در فشار بالا) ذکر شده است. پیش‌بینی می‌شود که BaFe 1.8 Co 0.2 As 2 دارای میدان بحرانی بالایی ۴۳ تسلا از طول همدوسی اندازه‌گیری شده ۲٫۸ نانومتر باشد.
در سال ۲۰۱۱، دانشمندان ژاپنی به کشفی دست یافتند که ابررسانایی یک ترکیب فلزی را با غوطه ور کردن ترکیبات مبتنی بر آهن در نوشیدنی‌های الکلی داغ مانند شراب قرمز افزایش داد. گزارش‌های قبلی نشان می‌دهد که آهن اضافی علت نظم ضد فرومغناطیسی دو خطی است و به نفع ابررسانایی نیست. تحقیقات بیشتر نشان داد که اسید ضعیف این توانایی را دارد که آهن اضافی را از محل‌های بین لایه‌ای جدا کند؛ بنابراین، بازپخت اسید ضعیف، همبستگی ضد فرومغناطیسی را با از بین بردن آهن اضافی سرکوب می‌کند و از این رو ابررسانایی به دست‌می‌آید.
یک همبستگی تجربی دمای گذار با ساختار نوار الکترونیکی وجود دارد: حداکثر Tc زمانی مشاهده می‌شود که مقداری از سطح فرمی در مجاورت انتقال توپولوژیکی لیفشیتز باقی بماند. همبستگی مشابهی بعداً برای کاپرات‌های T c بالا گزارش شده است که نشان‌دهنده شباهت احتمالی مکانیسم‌های ابررسانایی در این دو خانواده از ابررساناهای دمای بالا است.

## فیلم‌های نازک
دمای بحرانی در لایه‌های نازک کالکوژنیدهای آهن روی بسترهای مناسب بیشتر افزایش می‌یابد. در سال ۲۰۱۵، Tc حدود ۱۰۵–۱۱۱ کلوین در لایه‌های نازک سلنید آهن رشد کرده روی تیتانات استرانسیوم مشاهده شد.